# Etowah (Tennessee)
Etowah es una ciudad ubicada en el condado de McMinn en el estado estadounidense de Tennessee. En el Censo de 2010 tenía una población de 3.490 habitantes y una densidad poblacional de 461,47 personas por km².

## Geografía
Etowah se encuentra ubicada en las coordenadas 35°20′18″N 84°31′41″O / 35.33833, -84.52806. Según la Oficina del Censo de los Estados Unidos, Etowah tiene una superficie total de 7.56 km², de la cual 7.56 km² corresponden a tierra firme y (0%) 0 km² es agua.

## Demografía
Según el censo de 2010, había 3.490 personas residiendo en Etowah. La densidad de población era de 461,47 hab./km². De los 3.490 habitantes, Etowah estaba compuesto por el 0.09% blancos, el 2.29% eran afroamericanos, el 0.32% eran amerindios, el 0.46% eran asiáticos, el 0.09% eran isleños del Pacífico, el 1% eran de otras razas y el 2.32% pertenecían a dos o más razas. Del total de la población el 1.92% eran hispanos o latinos de cualquier raza.